# Алфред од Велике Британије
Принц Алфред од Велике Британије (енгл. Prince Alfred of Great Britain; Виндзор, 22. септембар 1780 — Виндзор, 20. август 1782) био је четрнаесто дете и уједно девети и најмлађи син краља Џорџа III и његове супруге краљице, Шарлоте од Мекленбург-Штрелица. Године 1782, Алфред, који никада није био виталног здравља, се разболео након вакцинације против малих богиња, а недуго потом и преминуо. Његова рана смрт, заједно са смрћу његовог брата принца Октавија шест месеци касније, дубоко је узнемирила краљевску породицу. У каснијим нападима лудила, краљ Џорџ је замишљао разговоре са оба своја најмлађа сина.

## Живот
Принц Алфред је рођен у замку Виндзор, 22. септембра 1780. године. Био је четрнаесто дете и уједно и девети и најмлађи син краља Џорџа III и његове супруге краљице Шарлоте од Мекленбург-Стрелица. По рођењу, постао је члан династије Хановер. Када је Алфред рођен, његова најстарија браћа су већ била близу пунолетства. Крштен је непуних месец дана од рођења, 21. октобра 1780. године. Принца је крстио Фредерик Корнволис, кентерберијски надбискуп, а кумови су били његова старија браћа Џорџ, принц од Велса и принц Фридрих, и сестра Шарлота, краљевска принцеза. Алфредово рођење донело је радост његовој породици, посебно његовој старијој сестри принцези Софији, која је, како је известила њихова сестра принцеза Елизабета, назвала нову бебу својим унуком. Од рођења, Алфредово здравље је било деликатно. Патио је од „ерупција” на лицу и током целог живота се борио са кашљем.

## Смрт и последице
За време принца Алфреда, мале богиње су биле болест од које су се плашили и племићи и обични људи, а због неразвијене медицине, последице по оболеле су често биле фаталне. Краљица Шарлота, Алфредова мајка, била је доживотни заговорник вакцинације и пристала је да се краљевска деца подвргну вакцинацији. Вариолација, претеча вакцинације, популаризована је у Британији када су кћерке краља Џорџа II, тада принц од Велса, подвргнуте процедури 1721. године.
Године 1782. принц Алфред је вакцинисан против малих богиња. Инокулација је негативно утицала на принчево здравље. Алфредово лице и капци су оболели од ерупција изазваних вакцинацијом, а грудни кош је такође био у лошем стању. У јуну је одведен у приобални град Дил, са својом гувернантом леди Шарлотом Финч и медицинском сестром госпођом Чивли, како би се опоравио. Лекари су се надали да ће морски ваздух, купање у води и јахање побољшати његово здравствено стање. У писмима упућеним својој пријатељици Мери Хамилтон, леди Шарлота је написала да је  купање у мору позитивно урицало на принца, те да му је и апетит побољшан. Док је био тамо, Алфред се многима допао збиг свог шарма и добре нарави. Упркос томе, проблеми са грудима и лицем нису нестали. Почетком јула, леди Шарлота је известила да Алфред почиње да се опоравља, али касније тог месеца његово стање се погоршало до те мере да није могао да хода. Почетком августа, принц Алфред, леди Шарлота и госпођа Чивли вратили су се у Виндзорски замак због његовог погоршања стања. По повратку, лекари су се окупили да разговарају о принчевом здрављу и закључили да дечаку преостаје само неколико недеља живота. Након што је боловао од напада грознице и континуираних проблема са грудима, принц Алфред је умро између четири и пет часова поподне 20. августа у кући Royal Lodge, у Виндзорском великом парку, неколико недеља пре другог рођендана.
Иако према тадашњим обичајима није постојала формална жалост домаћинства за смрт краљевске деце млађе од седам година, његови родитељи су тешко поднели губитак. Према писању леди Шарлоте, краљ и краљица су били веома повређени. Алфред је сахрањен у Вестминстерској опатији 27. августа 1782. године, али су његови остаци касније премештени у Краљевски трезор у капели Светог Ђорђа у замку Виндзор, 11. фебруара 1820. године. Шест месеци након Алфредове смрти, његов четворогодишњи старији брат Октавије је такође подлегао вирусу малих богиња након вакцинације, што је додатно разарало краља,  који је већ туговао за једним сином. Књижевник и гроф Хорас Волпол је пренео сер Хорас Мену да је краљ Џорџ III рекао како му је веома жао Алфреда, али да је након смрти Октавија, сада требало и он да умре. Алфредов отац је наставио да размишља о смрти својих синова, а поглед на Алфредов постхумни портрет на породичној слици Томаса Гејнсбороа насликан скоро годину дана након принчеве смрти расплакао је његове три најстарије сестре, а краљ и краљица су такође биле видно дирнути.  Током једног од напада лудила 1812, Џорџ је водио замишљене разговоре са своја два најмлађа сина.
Принц Алфред био је прво дете краља Џорџа III и  краљице, Шарлоте које је преминуло,  док је његова сестра, принцеза Мери, која је преминула 1857.  године, била последња преживела од петнаесторо браће и сестара. Због ране смрти, Алфред никада није био старији у низу, јер је његова млађа сестра Амелија рођена после његове смрти.

## Наслов и стил
Током свог живота, Алфред је био проглашен за Његово Краљевско Височанство Принц Алфред, са титулом Принца Велике Британије и Ирске.

## Породично стабло
|  |                                                         |  |  |  |  |  |  |  |  |  |  |  |  |  |  |  |
|  | 8. Џорџ II                                              |  |  |  |  |  |  |  |  |  |  |  |  |  |  |  |
|  |                                                         |  |  |  |  |  |  |  |  |  |  |  |  |  |  |  |
|  |                                                         |  |  |  |  |  |  |  |  |  |  |  |  |  |  |  |
|  | 4. Фредерик, принц од Велса                             |  |  |  |  |  |  |  |  |  |  |  |  |  |  |  |
|  |                                                         |  |  |  |  |  |  |  |  |  |  |  |  |  |  |  |
|  |                                                         |  |  |  |  |  |  |  |  |  |  |  |  |  |  |  |
|  | 9. Принцеза Каролина од Бранденбург-Ансбаха             |  |  |  |  |  |  |  |  |  |  |  |  |  |  |  |
|  |                                                         |  |  |  |  |  |  |  |  |  |  |  |  |  |  |  |
|  |                                                         |  |  |  |  |  |  |  |  |  |  |  |  |  |  |  |
|  | 2. Џорџ III                                             |  |  |  |  |  |  |  |  |  |  |  |  |  |  |  |
|  |                                                         |  |  |  |  |  |  |  |  |  |  |  |  |  |  |  |
|  |                                                         |  |  |  |  |  |  |  |  |  |  |  |  |  |  |  |
|  | 10. Фредерик II, војвода од Саксе-Гота-Албертина        |  |  |  |  |  |  |  |  |  |  |  |  |  |  |  |
|  |                                                         |  |  |  |  |  |  |  |  |  |  |  |  |  |  |  |
|  |                                                         |  |  |  |  |  |  |  |  |  |  |  |  |  |  |  |
|  | 5. Принцеза Августа Саскоготска                         |  |  |  |  |  |  |  |  |  |  |  |  |  |  |  |
|  |                                                         |  |  |  |  |  |  |  |  |  |  |  |  |  |  |  |
|  |                                                         |  |  |  |  |  |  |  |  |  |  |  |  |  |  |  |
|  | 11. Принцеза Магдалена Августа од Анхалт-Цербста        |  |  |  |  |  |  |  |  |  |  |  |  |  |  |  |
|  |                                                         |  |  |  |  |  |  |  |  |  |  |  |  |  |  |  |
|  |                                                         |  |  |  |  |  |  |  |  |  |  |  |  |  |  |  |
|  | 1. Принц Алфред од Велике Британије                     |  |  |  |  |  |  |  |  |  |  |  |  |  |  |  |
|  |                                                         |  |  |  |  |  |  |  |  |  |  |  |  |  |  |  |
|  |                                                         |  |  |  |  |  |  |  |  |  |  |  |  |  |  |  |
|  | 12. Адолф Фредерих II, војвода од Мекленбурга-Цербста   |  |  |  |  |  |  |  |  |  |  |  |  |  |  |  |
|  |                                                         |  |  |  |  |  |  |  |  |  |  |  |  |  |  |  |
|  |                                                         |  |  |  |  |  |  |  |  |  |  |  |  |  |  |  |
|  | 6. Дјук Чарлс Луис Фредерик од Мекленбург-Штрелица      |  |  |  |  |  |  |  |  |  |  |  |  |  |  |  |
|  |                                                         |  |  |  |  |  |  |  |  |  |  |  |  |  |  |  |
|  |                                                         |  |  |  |  |  |  |  |  |  |  |  |  |  |  |  |
|  | 13. Принцеза Кристина Емили од Шварцбург-Зондерсхаузена |  |  |  |  |  |  |  |  |  |  |  |  |  |  |  |
|  |                                                         |  |  |  |  |  |  |  |  |  |  |  |  |  |  |  |
|  |                                                         |  |  |  |  |  |  |  |  |  |  |  |  |  |  |  |
|  | 3. Принцеза Шарлота од Мекленбург-Штрелица              |  |  |  |  |  |  |  |  |  |  |  |  |  |  |  |
|  |                                                         |  |  |  |  |  |  |  |  |  |  |  |  |  |  |  |
|  |                                                         |  |  |  |  |  |  |  |  |  |  |  |  |  |  |  |
|  | 14. Ернест Фредерик I, војвода од Сакс-Хилдбургхаузена  |  |  |  |  |  |  |  |  |  |  |  |  |  |  |  |
|  |                                                         |  |  |  |  |  |  |  |  |  |  |  |  |  |  |  |
|  |                                                         |  |  |  |  |  |  |  |  |  |  |  |  |  |  |  |
|  | 7. Принцеза Елизабета Албертин од Саксе-Хилдбургхаузена |  |  |  |  |  |  |  |  |  |  |  |  |  |  |  |
|  |                                                         |  |  |  |  |  |  |  |  |  |  |  |  |  |  |  |
|  |                                                         |  |  |  |  |  |  |  |  |  |  |  |  |  |  |  |
|  | 15. Грофица Софија Албертин од Ербах-Ербаха             |  |  |  |  |  |  |  |  |  |  |  |  |  |  |  |
|  |                                                         |  |  |  |  |  |  |  |  |  |  |  |  |  |  |  |
|  |                                                         |  |  |  |  |  |  |  |  |  |  |  |  |  |  |  |